# Quimioceptor
O quimiorreceptor, ou quimiossensor, é um receptor sensorial especializado que transduz uma substância química (endógena ou induzida) para gerar um sinal biológico. Esse sinal pode ser na forma de um potencial de ação, se o quimiorreceptor for um neurônio, ou na forma de um neurotransmissor que pode ativar uma fibra nervosa se o quimiorreceptor for uma célula especializada, como receptores de sabor, ou um quimiorreceptor periférico interno, como os corpos carotídeos. Na fisiologia, um quimiorreceptor detecta mudanças no ambiente normal, como um aumento nos níveis sanguíneos de dióxido de carbono (hipercapnia) ou uma diminuição nos níveis sanguíneos de oxigênio (hipóxia), e transmite essas informações ao sistema nervoso central, que engaja respostas corporais para restaurar a homeostase na respiração, por exemplo.